# Cori jezik
Cori jezik (ISO 639-3: cry; chori), benue-kongoanski jezik iz Nigerije kojim govori 1 000 ljudi (2004) u jednom selu u državi Kaduna.
Klasificira se hyamskoj podskupini sjeverozapadnih plateau jezika

## Vanjske poveznice
- Ethnologue (14th)
- Ethnologue (15th)